# Катедра по география, регионално развитие и туризъм (ШУ)
Катедра „География, регионално развитие и туризъм“ е една от катедрите на Факултетът по природни науки на Шуменски университет „Епископ Константин Преславски“

## Академичен състав
През 2024 г. академичният състав на катедра „География, регионално развитие и туризъм“ се състои от 8 хабилитирани преподаватели
.
- Проф. д-р Димитър Тодоров Владев – Ръководител катедра; геоморфология и палеогеография; физическа география и ландшафтознание
- Проф. д-р Милен Руменов Пенерлиев – социално-икономическа география
- Проф. д-р Милена Петрова Стоянова – регионално развитие
- Проф. д-р Светла Димитрова Станкова – геоморфология и палеогеография
- Проф. д-р Тодорка Сашкова Кабакчиева – география на туризма
- Доц. д-р Ваня Атанасова Василева – география на туризма
- Доц. д-р Ивайло Любомиров Владев – социално-икономическа география
- Доц. д-р Росица Цанкова Владева – методика на обучението по география

## Външни прапратки
- ((bg)) Официален сайт
- Катедра „География, регионално развитие и туризъм“ във Facebook